# Ибн Батта
Абу́ Абдулла́х Убайдулла́х ибн Муха́ммад аль-Укбари, известный как Ибн Ба́тта (араб. ابن بطة‎; 916—997) — исламский богослов, хадисовед, правовед ханбалитского мазхаба.

## Биография
Его полное имя: Абу Абдуллах Убайдуллах ибн Мухаммад ибн Батта аль-Укбари аль-Ханбали. Родился в 917 в городе Укбара, располагавшемся между Багдадом и Самаррой. Учился у известных учёных ханбалитского мазхаба, был лично знаком с аль-Хасаном аль-Барбахари.
Из-за своей слабой памяти он был жёстко атакован бывшим ханбалитом аль-Хатибом аль-Багдади. Его защищал Абуль-Фарадж ибн аль-Джаузи, который попал под его сильное влияние.
Скончался в своём родном городе Укбара в день Ашура 387 года по хиджре (997 год).

## Высказывания богословов
- Его ученик аль-‘Атики сказал: «И он был праведным, воздержанным человеком, и его ду’а обычно принималось»[4].
- Абу Са‘д ас-Сам‘ани: «Он был благородным имамом, знающим в области фикха и хадиса. Он передавал множество хадисов, он слышал много хадисов от ученых Ирака, он был из числа ханбалитских факихов, и он написал много хороших и полезных книг»[5].
- Аз-Захаби: «Он был имамом в Сунне, имамом в Фикхе, и человеком чье ду’а принималось, да будет доволен им Аллах»[6].
- ‘Абдуль-Хамид ибн ‘Али аль-‘Укбари: «Я не видел среди шейхов, мухаддисов, и других людей, человека лучше поведением, чем Ибн Батта»[7].

## Труды
- «ас-Сунна»
- «аль-Ибана аль-Кубра»
- «аль-Ибана ас-Сугра»
- «аль-Тафарруд ва-ль-‘Узля»
- «аль-Манасик»
- «Салят аль-Джама’а»
- «Тахрим ан-Намима»[8]